# Wilhelm Heinrich Koopmann
Wilhelm Heinrich Koopmann, né le 4 septembre 1814 à Tönning et mort le 20 mai 1871 à Hamberge, est un évêque luthérien allemand pour le Holstein et, à partir de 1868, au sein de l'Église évangélique luthérienne du Schleswig-Holstein.

## Biographie
Wilhelm Heinrich Koopmann - fils de l'instituteur Christian Heinrich Koopmann - fréquente la Gelehrtenschule de Husum sous la direction du recteur Peter Friedrichsen. Il s'y lie d'amitié avec son condisciple Theodor Storm. Bien éduqué, il fréquente l'université Christian Albrecht de Kiel (Christiana Albertina) à partir de 1834. Pendant ses études, Claus Harms, en particulier, le marque profondément. Wilhelm Heinrich Koopmann professe résolument l'orthodoxie luthérienne et représente avec ténacité le point de vue luthérien confessionnel. Après cinq ans d'études, il passe l'examen de théologie ministérielle en 1839 avec une distinction très méritoire. Il entre ensuite au service de Ludwig Nicolaus von Scheele (de) (1796-1874), alors huissier au château de Gottorf, qui deviendra ministre du Holstein et du Lauenburg et des affaires étrangères de 1855 à 1857. Après une courte période au service de Scheeles, il est élu Diaconus à l'église St. Jürgen de Heide le 23 août 1840. Pendant cette période, il est le professeur de latin et de philosophie de Klaus Groth.
La première publication de Wilhelm Heinrich Koopmann paraît anonymement en 1842, le pamphlet Der Grund- und Glaubensmangel des Buches „die Grund- und Glaubenslehren“ … Nachgewiesen von einem orthodoxen Prediger in Dithmarschen, qui est dirigé contre son ancien professeur Joachim Friedrich Clasen, pasteur à Tönning, qui a publié Die christlichen Grund- und Glaubenslehren der Orthodoxen und Rationalisten oder der Blind- und Denkgläubigen in der evangelisch-protestantischen Kirche l'année précédente.
Cela conduit à un débat avec Martin Harring à Sehestedt (le frère de Harro Paul Harring), qui s'oppose à Wilhelm Heinrich Koopmann dans deux épîtres : Erster Brief an den s.[alvo] t.[itulo] orthodoxen Herr Amtsbruder in Dithmarschen, enthaltend die biblische Lehre von der Nothwendigkeit der guten Werke zur Seligkeit (1842) et une deuxième lettre la même année. Wilhelm Heinrich Koopmann répond l'année suivante avec Die Scheidewand zwischen Christenthum und Widerchristenthum, allgemein faßlich beschrieben. Als Vorwort ein Sendschreiben an Herrn Pastor Harring, à laquelle Harring répond la même année par une missive, avec laquelle ce différend prend fin.
Le 2 avril 1845, Wilhelm Heinrich Koopmann passe du Holstein à l'église régionale de Lauenburg, où il devient pasteur de l'église Marie Madeleine de Lauenburg sur l'Elbe. Cette décision personnelle rend virulente l'opposition qui couve depuis longtemps entre les églises nationales. Avec son écrit de 1850, Wilhelm Heinrich Koopmann ouvre une polémique contre l'élimination de l'influence ecclésiastique dans les écoles de Lauenburg, telle que prévue par la loi scolaire de Lauenburg dans les années du soulèvement : Die grundrechtliche Confusion in Staat, Kirche und Schule, beleuchtet mit besonderer Rücksicht auf den neuen Schulgesetzentwurf für das Herzogthum Lauenburg. Il s'y déclare également contre le soulèvement du Schleswig-Holstein. Le surintendant de l'église régionale de Lauenburg, Carl Friedrich Wilhelm Catenhusen, soutient la position de Wilhelm Heinrich Koopmann sur la question de l'école. L'attitude de Wilhelm Heinrich Koopmann le rend très impopulaire à Lauenburg.